# José Ramill
José Ramill y Muñoz (f. Sevilla, 1895) fue un pintor español del siglo XIX.

## Biografía

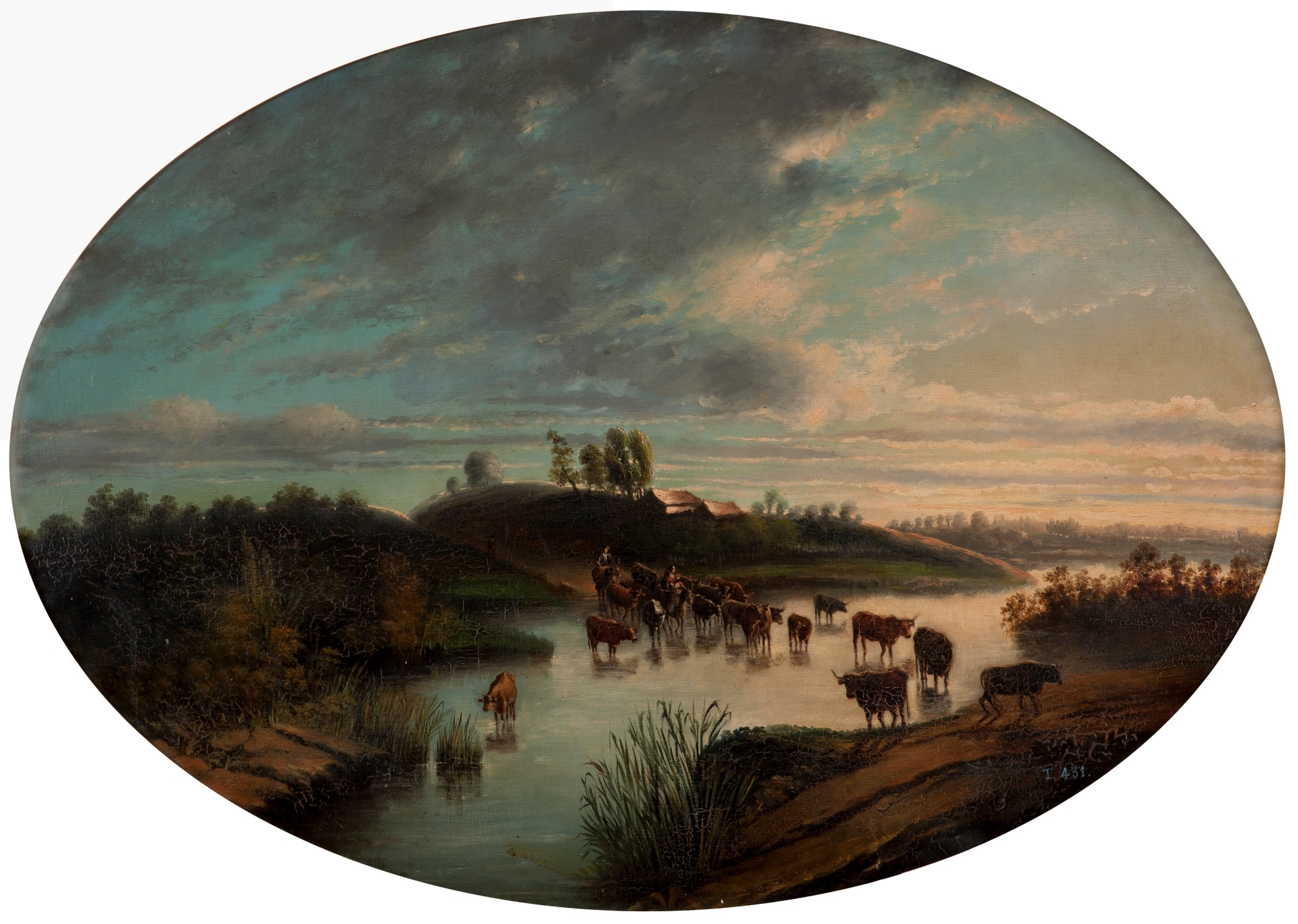
Paisaje del Guadaíra en el momento de ser atravesado por ganado, pintado por Ramill alrededor de 1871

Este pintor, natural de Sevilla y especializado en los paisajes, fue discípulo de la Escuela de Bellas Artes de la ciudad hispalense y, más tarde, de la Escuela Especial de Pintura de Madrid. Se le concedieron premios en varias exposiciones provinciales. En la celebrada en Madrid en 1871 presentó unas Cercanías de Guadaira. Fue, asimismo, profesor de dibujo geométrico en el Conservatorio de Artes de la capital. También se desempeñó como docente en el Ateneo Mercantil.